# Weaubleau (Misuri)
Weaubleau es una ciudad ubicada en el condado de Hickory en el estado estadounidense de Misuri. En el Censo de 2010 tenía una población de 418 habitantes y una densidad poblacional de 185,29 personas por km².

## Geografía
Weaubleau se encuentra ubicada en las coordenadas 37°53′28″N 93°32′22″O / 37.89111, -93.53944. Según la Oficina del Censo de los Estados Unidos, Weaubleau tiene una superficie total de 2.26 km², de la cual 2.24 km² corresponden a tierra firme y (0.69%) 0.02 km² es agua.

## Demografía
Según el censo de 2010, había 418 personas residiendo en Weaubleau. La densidad de población era de 185,29 hab./km². De los 418 habitantes, Weaubleau estaba compuesto por el 97.37% blancos, el 0.24% eran afroamericanos, el 0.72% eran amerindios, el 0% eran asiáticos, el 0% eran isleños del Pacífico, el 0% eran de otras razas y el 1.67% pertenecían a dos o más razas. Del total de la población el 0% eran hispanos o latinos de cualquier raza.